# Monte Vista Fire Station
La Monte Vista Fire Station est une ancienne caserne de pompiers américaine à Albuquerque, dans le comté de Bernalillo, au Nouveau-Mexique. Construite en 1936 dans le style Pueblo Revival, elle est inscrite au New Mexico State Register of Cultural Properties depuis le 18 décembre 1981 ainsi qu'au Registre national des lieux historiques depuis le 19 mars 1987.